# Валлийская шляпа

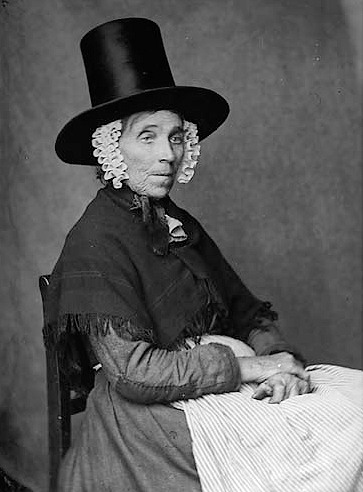
Женщина в валлийском национальном костюме. Фотография Джона Томаса. 1875 год

Валлийская шляпа (англ. Welsh hat) — традиционная часть валлийского женского национального костюма. Головной убор выполнен в стиле «печной трубы» и похож на цилиндр или капотен. В Уэльсе женщины надевают его во время национальных праздников, например в День святого Давида, но редко носят в остальное время.
Валлийская шляпа имеет две основные формы, сформировавшиеся в течение XIX века: барабанные шляпы, распространённые на северо-западе региона, и шляпы со слегка сужающимся верхом, которые носят в остальной части Уэльса.

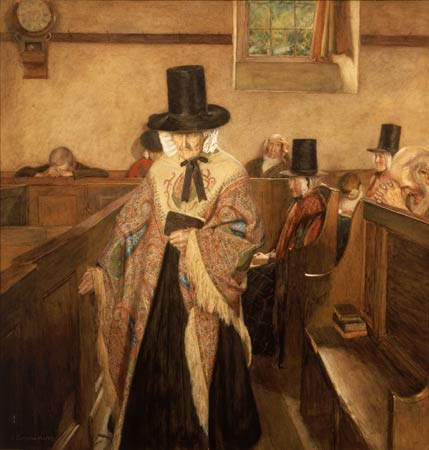
Сидней Курноу Воспер. Салем, 1908

## История головного убора
Валлийская шляпа впервые появилась в 1830-х годах. Есть мнение, что головной убор был частью традиционного валлийского национального костюма, распространению которого содействовала Леди Ллановер.
Вероятно, дизайн валлийской шляпы развился из нескольких типов высоких шляп, включая шапку при верховой езде, которую дамы носили в начале XIX века, но никаких доказательств тому обнаружено не было. Неизвестно, по какой причине в конце 1830-х годов высокая шляпа с жестким плоским краем заменила все другие типы мужских шляп, которые носили многие сельские женщины в Уэльсе в то время.
К концу 1840-х годов валлийская шляпа стала символом Уэльса и использовалась для укрепления национального самосознания валлийцев. Оригинальный головной убор, который носили валлийские крестьянки, стал неотъемлемой частью ещё одного национального символа Уэльса — «валлийской мамочки» — счастливой, сердечной, здоровой, трудолюбивой женщины, способной сохранить свою семью в индустриальном обществе. Валлийская шляпа обычно носилась с другими элементами традиционного костюма, в частности с рабочей блузой, или бетгвином.
Валлийская шляпа упоминается в историческом анекдоте, связанном с отказом Наполеона Бонапарта вторгаться в Великобританию в 1797 году. Разведчики его армии перед высадкой десанта, увидев издалека многочисленных валлийских крестьянок, трудившихся в поле, приняли их за британских солдат из-за красных шалей и высоких шляп.

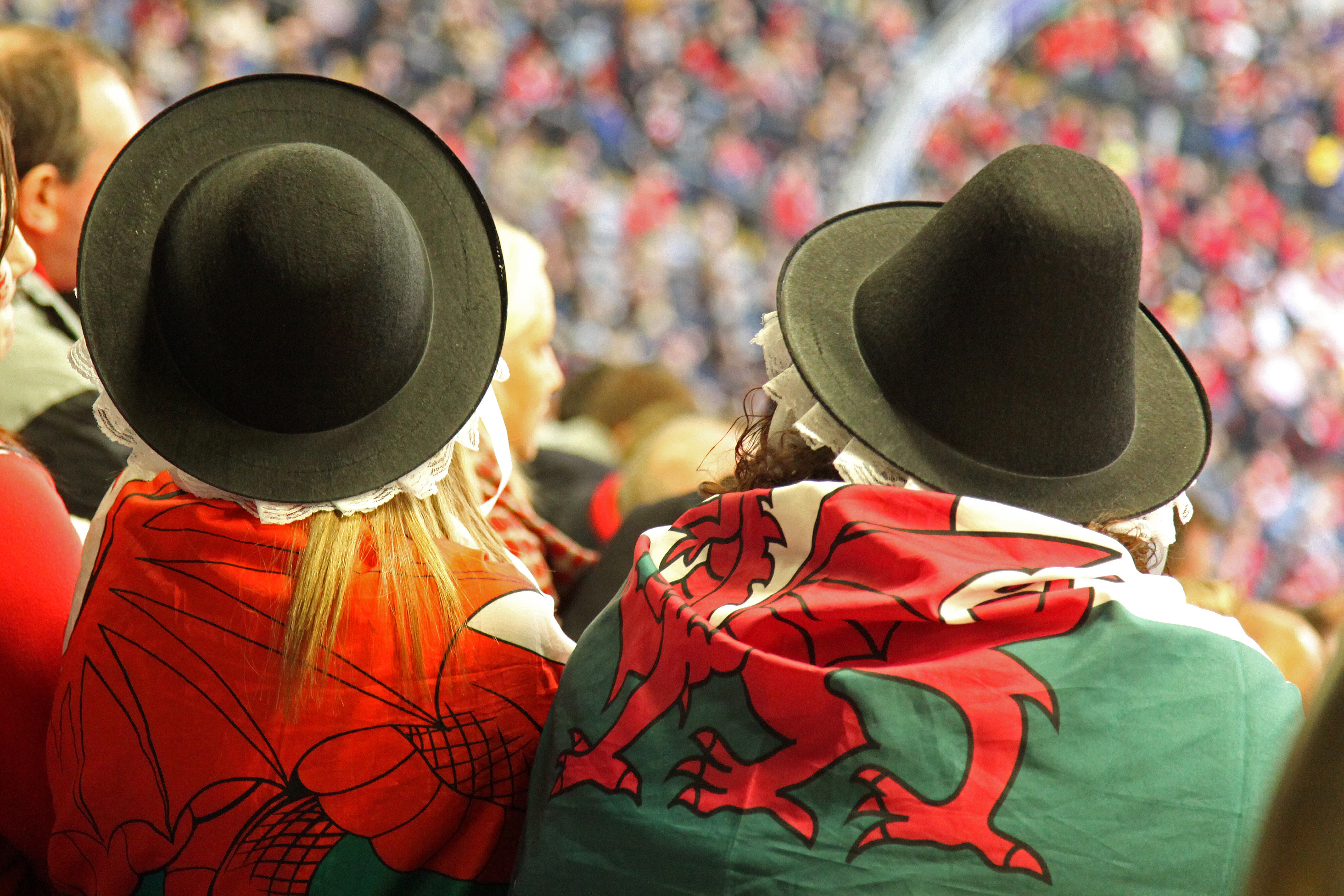
Валлийские шляпы: барабанная и конусообразная на жительницах Уэльса. Фотография 2009 года

На сегодняшний день очень сложно найти шелковые валлийские шляпы. В 1840—1850-х годах они производились в значительном количестве. В отличие от других модных в то время шляп, благодаря высокому качеству, владелица валлийской шляпы могла носить её в течение многих лет, а затем передать по наследству. В настоящее время известно о 300 сохранившихся валлийских шляпах.
Валлийские шляпы XIX века производились из материалов и по технологии сходной с производством шляп для верховой езды. Большинство сохранившихся образцов были сделаны «Кристисом» из Стокпорта и Лондона, а также «Карвером и компанией» из Бристоля, которые также производили шляпы для верховой езды. Некоторые были сделаны местными валлийскими шляпниками. Оболочка была сделана из бакрама (льняной ткани), усилена шеллаком или смолой и покрыта чёрным шелковым плюшем, но некоторые из них были сделаны из войлока. В XX веке большинство валлийских шляп для взрослых были сделаны из картона, покрытого чёрной тканью, но некоторые из них были также произведены из войлока, особенно для валлийских танцевальных коллективов и женских хоров. Валлийские шляпы для детей изготавливают из войлока. Их, как правило, носят поверх хлопкового или кружевного чепца, иногда со шнурком, прикрепленным внизу по краям.
Сразу несколько персонажей известной акварели валлийского художника Сиднея Курноу Воспера «Салем», на которой, по убеждению искусствоведов, зашифровано изображение дьявола, а, по словам самого автора, — призрака, изображены в традиционных валлийских головных уборах.